# 余数
在算术中，当两个整数相除的结果不能以整数商表示时，余数便是其“餘留下的量”。当余数为零时，被称为整除。

## 自然数的余数
如果 {\displaystyle a} 和 {\displaystyle d} 是两个自然数，{\displaystyle d} 非0，可以证明存在两个唯一的整数 {\displaystyle q} 和 {\displaystyle r} ，满足 {\displaystyle a=q*d+r} 且 {\displaystyle 0\leq r<d} 。其中， {\displaystyle q} 被称为商數， {\displaystyle r} 被称为余数。带余除法是一个关于如何计算余数的算法，其中提供了对此结果的证明。

### 例子
- 13除以10，商为1，余数为3，{\displaystyle 13=1*10+3}或{\displaystyle 13\div 10=1\dots 3}。
- 26除以4，商为6，余数为2，{\displaystyle 26=6*4+2}或{\displaystyle 26\div 4=6\dots 2}。
- 56除以7，商为8，余数为0，{\displaystyle 56=8*7+0}或{\displaystyle 56\div 7=8\dots 0}。
- 9除以10，商为0，余数为9，{\displaystyle 9=0*10+9}或{\displaystyle 9\div 10=0\dots 9}。

## 一般整数的余数
如果 {\displaystyle a} 与 {\displaystyle d} 是整数，{\displaystyle d} 非零，那么余数 {\displaystyle r} 满足这样的关系：
{\displaystyle a=qd+r}  , {\displaystyle q} 为整数，且{\displaystyle 0\leq \left\vert r\right\vert <\left\vert d\right\vert }。
当这样定义时，可能导致两种可能的余数。例如，除法式子{\displaystyle {\frac {-42}{-5}}}的可以表达为
{\displaystyle -42=9\times (-5)+3}（在数学工作者中使用较多）
或
{\displaystyle -42=8\times (-5)+(-2)}.
即余数可能是3或−2。
这种对余数不明确的定义可能导致严重的计算问题，对于處理关键任务的系统，错误的选择会导致严重的后果。在一些組合語言系統中，會有特殊的除法指令，設定余数和被除數同號。
在上面的例子，负余数为正余数减5得来，5即是除数 {\displaystyle d} 。通常，当除以 {\displaystyle d} 时，如果正余数为{\displaystyle r_{1}}，负余数为{\displaystyle r_{2}}，那么
{\displaystyle r_{2}=r_{1}+d}。
Python 2.7语言定义的除法中，不能整除的情况下，余数与除数同号，例如{\displaystyle {\frac {-42}{-5}}}表达为
{\displaystyle -42=8\times (-5)+(-2)}
而 {\displaystyle {\frac {42}{-5}}} 则表达为
{\displaystyle 42=(-9)\times (-5)+(-3)}

## 实数的余数
当 {\displaystyle a} 和 {\displaystyle d} 是实数，且 {\displaystyle d} 非零，{\displaystyle a} 除以 {\displaystyle d} 会得到另一个实数（商），没有所谓的剩余的数.但如果要求商为一个整数，则余数的概念还是有必要的。可以证明：存在唯一的整数商 {\displaystyle q} 和唯一的实数r 使得：{\displaystyle a=qd+r}, {\displaystyle 0\leq r<\left\vert d\right\vert }。在整数除法裡，余数可以要求为负，即满足关系：{\displaystyle -\left\vert d\right\vert <r\leq 0}。
如上在实数范围内扩展余数的定义在数学理论中并不重要；尽管如此，很多程序语言都实现了这个定义—参同餘。